# Tournoi masculin de hockey sur gazon aux Jeux asiatiques de 2018
Navigation
Incheon 2014 Hangzhou 2022
Le tournoi masculin de hockey sur gazon aux Jeux asiatiques de 2018 a eu lieu au GBK Hockey Field à Jakarta en Indonésie du 20 août au 1er septembre 2018.

## Calendrier
| Tour             | Journée      | Date               |
| ---------------- | ------------ | ------------------ |
| Phase de groupes | Journée 1    | 20 août 2018       |
| Phase de groupes | Journée 2    | 22 août 2018       |
| Phase de groupes | Journée 3    | 24 août 2018       |
| Phase de groupes | Journée 4    | 26 août 2018       |
| Phase de groupes | Journée 5    | 28 août 2018       |
| Phase finale     | Demi-finales | 30 août 2018       |
| Phase finale     | Finale       | 1er septembre 2018 |

## Équipes qualifiées
| Événement               | Dates                         | Lieu    | Quotas | Qualifiés                                                         |
| ----------------------- | ----------------------------- | ------- | ------ | ----------------------------------------------------------------- |
| Pays hôte               | 19 septembre 2014             | Incheon | 1      | Indonésie                                                         |
| Jeux asiatiques de 2014 | 20 septembre - 2 octobre 2014 | Incheon | 5      | Inde (5) Malaisie (12) Pakistan (13) Corée du Sud (14) Japon (16) |
| Qualifications 2018     | 8 - 17 mars 2018              | Mascate | 4      | Bangladesh (31) Oman (33) Sri Lanka (38) Thaïlande (47)           |
| Réaffectation           | NC                            | NC      | 2      | Hong Kong (45) Kazakhstan (86)                                    |
| Total                   | Total                         | Total   | 12     |                                                                   |

## Phase préliminaire

### Poule A
| Rang | Équipe       | J | V | N | P | BP | BC | Diff | Pts | Qualification |
| ---- | ------------ | - | - | - | - | -- | -- | ---- | --- | ------------- |
| 1    | Inde         | 5 | 5 | 0 | 0 | 76 | 3  | +73  | 15  | Demi-finales  |
| 2    | Japon        | 5 | 4 | 0 | 1 | 30 | 11 | +19  | 12  | Demi-finales  |
| 3    | Corée du Sud | 5 | 3 | 0 | 2 | 39 | 8  | +31  | 9   |               |
| 4    | Sri Lanka    | 5 | 2 | 0 | 3 | 7  | 41 | -34  | 6   |               |
| 5    | Indonésie    | 5 | 1 | 0 | 4 | 5  | 40 | -35  | 3   |               |
| 6    | Hong Kong    | 5 | 0 | 0 | 5 | 3  | 57 | -54  | 0   |               |

Source: FIH
En cas d'égalité de points de plusieurs équipes à l'issue des matchs de poule, les critères suivants sont appliqués dans l'ordre indiqué pour établir leur classement:
1. Points,
2. Différence de buts,
3. Buts marqués,
4. Face à face.

| 1re journée        | Corée du Sud                                                                         | 11 - 0  | Hong Kong |                                                                               |                                                                               |
| 20 août 2018 10h00 | Jeong 3e, 25e, 33e · Jang 11e, 20e, 32e, 53e, 60e · Seo 19e · Kim Se. 38e · Yang 56e | (5 - 0) |           | Arbitrage : Rawi Anbananthan Saleh Al Balushi Arbitre vidéo : Federico Garcia | Arbitrage : Rawi Anbananthan Saleh Al Balushi Arbitre vidéo : Federico Garcia |
| 20 août 2018 10h00 | Rapport                                                                              |         |           | Arbitrage : Rawi Anbananthan Saleh Al Balushi Arbitre vidéo : Federico Garcia | Arbitrage : Rawi Anbananthan Saleh Al Balushi Arbitre vidéo : Federico Garcia |

|       | Japon | 11 - 0  | Sri Lanka |                                                                            |                                                                            |
| 14h00 | Zendana 2e · Ke. Tanaka 9e, 19e · Yamashita 11e · Yamasaki 13e, 28e · Mitani 14e · Murata 32e, 34e, 54e · Kirishita 52e | (7 - 0) |           | Arbitrage : Gareth Greenfield Salim Lucky Arbitre vidéo : Hafiz Alif Latif | Arbitrage : Gareth Greenfield Salim Lucky Arbitre vidéo : Hafiz Alif Latif |
| 14h00 | Rapport |         |           | Arbitrage : Gareth Greenfield Salim Lucky Arbitre vidéo : Hafiz Alif Latif | Arbitrage : Gareth Greenfield Salim Lucky Arbitre vidéo : Hafiz Alif Latif |

|       | Indonésie | 0 - 17  | Inde |                                                                                       |                                                                                       |
| 20h00 |           | (0 - 9) | 1e, 3e Rupinder · 7e, 30e, 32e Dilpreet · 10e Akashdeep · 13e, 38e, 53e Simranjeet · 25e Sunil · 27e Vivek · 30e, 45e, 49e Mandeep · 31e Harmanpreet · 45e Lalit · 54e Amit | Arbitrage : Hafiz Atif Latif Narongtuch Subboonsong Arbitre vidéo : Ilanggo Kanabathu | Arbitrage : Hafiz Atif Latif Narongtuch Subboonsong Arbitre vidéo : Ilanggo Kanabathu |
| 20h00 | Rapport   |         | | Arbitrage : Hafiz Atif Latif Narongtuch Subboonsong Arbitre vidéo : Ilanggo Kanabathu | Arbitrage : Hafiz Atif Latif Narongtuch Subboonsong Arbitre vidéo : Ilanggo Kanabathu |

| 2e journée         | Corée du Sud                                                                       | 8 - 0   | Sri Lanka |                                                                       |                                                                       |
| 22 août 2018 12h00 | Kim Se. 5e · Kim J. 7e · Hwang W. 9e · Bae 14e · Jang 32e, 42e, 44e · Hwang T. 52e | (5 - 0) |           | Arbitrage : You Suolong Saleh Al Balushi Arbitre vidéo : Javed Shaikh | Arbitrage : You Suolong Saleh Al Balushi Arbitre vidéo : Javed Shaikh |
| 22 août 2018 12h00 | Rapport                                                                            |         |           | Arbitrage : You Suolong Saleh Al Balushi Arbitre vidéo : Javed Shaikh | Arbitrage : You Suolong Saleh Al Balushi Arbitre vidéo : Javed Shaikh |

|       | Inde | 26 - 0   | Hong Kong |                                                                                    |                                                                                    |
| 14h00 | Akashdeep 2e, 32e, 35e · Manpreet 3e, 17e · Rupinder 3e, 5e, 30e, 45e, 60e · Sunil 7e · Vivek 14e · Lalit 17e, 19e · Mandeep 21e · Varun 23e, 30e · Amit 27e · Harmanpreet 29e, 52e, 53e, 55e · Dilpreet 48e · Chinglensana 51e · Simranjeet 53e · Surender 55e | (15 - 0) |           | Arbitrage : Rawi Anbananthan Narongtuch Subboonsong Arbitre vidéo : Gus Soteriades | Arbitrage : Rawi Anbananthan Narongtuch Subboonsong Arbitre vidéo : Gus Soteriades |
| 14h00 | Rapport |          |           | Arbitrage : Rawi Anbananthan Narongtuch Subboonsong Arbitre vidéo : Gus Soteriades | Arbitrage : Rawi Anbananthan Narongtuch Subboonsong Arbitre vidéo : Gus Soteriades |

|       | Indonésie  | 1 - 3   | Japon                                     |                                                                          |                                                                          |
| 18h00 | Rahmad 18e | (1 - 1) | 14e Zendana · 43e Murata · 49e Ke. Tanaka | Arbitrage : Ilanggo Kanabathu Salim Lucky Arbitre vidéo : Gus Soteriades | Arbitrage : Ilanggo Kanabathu Salim Lucky Arbitre vidéo : Gus Soteriades |
| 18h00 | Rapport    |         |                                           | Arbitrage : Ilanggo Kanabathu Salim Lucky Arbitre vidéo : Gus Soteriades | Arbitrage : Ilanggo Kanabathu Salim Lucky Arbitre vidéo : Gus Soteriades |

| 3e journée         | Indonésie | 0 - 15  | Corée du Sud |                                                                                       |                                                                                       |
| 24 août 2018 14h00 |           | (0 - 5) | 9e, 35e, 56e Kim J. · 9e, 30e, 45e Jang · 20e, 46e, 59e Jung · 25e, 58e, 59e Seo · 49e Rim · 54e Yang · 56e Kim Se. | Arbitrage : Hafiz Atif Latif Narongtuch Subboonsong Arbitre vidéo : Gareth Greenfield | Arbitrage : Hafiz Atif Latif Narongtuch Subboonsong Arbitre vidéo : Gareth Greenfield |
| 24 août 2018 14h00 | Rapport   |         | | Arbitrage : Hafiz Atif Latif Narongtuch Subboonsong Arbitre vidéo : Gareth Greenfield | Arbitrage : Hafiz Atif Latif Narongtuch Subboonsong Arbitre vidéo : Gareth Greenfield |

|       | Sri Lanka                                         | 4 - 1   | Hong Kong |                                                                           |                                                                           |
| 18h00 | Sudusinghe 7e, 51e · Rathnayake 26e · Panthie 55e | (2 - 0) | 54e Iu    | Arbitrage : Salim Lucky Saleh Al Balushi Arbitre vidéo : Rawi Anbananthan | Arbitrage : Salim Lucky Saleh Al Balushi Arbitre vidéo : Rawi Anbananthan |
| 18h00 | Rapport                                           |         |           | Arbitrage : Salim Lucky Saleh Al Balushi Arbitre vidéo : Rawi Anbananthan | Arbitrage : Salim Lucky Saleh Al Balushi Arbitre vidéo : Rawi Anbananthan |

|       | Inde                                                                                       | 8 - 0   | Japon |                                                                                 |                                                                                 |
| 20h00 | Sunil 7e · Dilpreet 12e · Rupinder 17e, 38e · Mandeep 32e, 57e · Akashdeep 46e · Vivek 47e | (3 - 0) |       | Arbitrage : Ilanggo Kanabathu Federico Garcia Arbitre vidéo : Gareth Greenfield | Arbitrage : Ilanggo Kanabathu Federico Garcia Arbitre vidéo : Gareth Greenfield |
| 20h00 | Rapport                                                                                    |         |       | Arbitrage : Ilanggo Kanabathu Federico Garcia Arbitre vidéo : Gareth Greenfield | Arbitrage : Ilanggo Kanabathu Federico Garcia Arbitre vidéo : Gareth Greenfield |

| 4e journée         | Indonésie | 1 - 3   | Sri Lanka                            |                                                                          |                                                                          |
| 26 août 2018 10h00 | Hakim 38e | (0 - 1) | 24e Sudusinghe · 42e, 54e Doranegala | Arbitrage : Ilanggo Kanabathu Salim Lucky Arbitre vidéo : Gus Soteriades | Arbitrage : Ilanggo Kanabathu Salim Lucky Arbitre vidéo : Gus Soteriades |
| 26 août 2018 10h00 | Rapport   |         |                                      | Arbitrage : Ilanggo Kanabathu Salim Lucky Arbitre vidéo : Gus Soteriades | Arbitrage : Ilanggo Kanabathu Salim Lucky Arbitre vidéo : Gus Soteriades |

|       | Japon | 13 - 0  | Sri Lanka |                                                                          |                                                                          |
| 12h00 | S. Tanaka 10e · Ka. Tanaka 10e, 29e · Ke. Tanaka 22e, 38e · Zendana 24e · Ochiai 27e · Yamasaki 30e, 41e · Fukuda 44e, 51e · Murata 47e · Yamada 59e | (7 - 0) |           | Arbitrage : Hafiz Alif Latif You Suolong Arbitre vidéo : Federico Garcia | Arbitrage : Hafiz Alif Latif You Suolong Arbitre vidéo : Federico Garcia |
| 12h00 | Rapport |         |           | Arbitrage : Hafiz Alif Latif You Suolong Arbitre vidéo : Federico Garcia | Arbitrage : Hafiz Alif Latif You Suolong Arbitre vidéo : Federico Garcia |

|       | Inde                                                                     | 5 - 3   | Corée du Sud             |                                                                                  |                                                                                  |
| 18h00 | Rupinder 1e · Chinglensana 5e · Lalit 16e · Manpreet 49e · Akashdeep 56e | (3 - 0) | 33e, 35e Jung · 60e Jang | Arbitrage : Gareth Greenfield Rawi Anbananthan Arbitre vidéo : Ilanggo Kanabathu | Arbitrage : Gareth Greenfield Rawi Anbananthan Arbitre vidéo : Ilanggo Kanabathu |
| 18h00 | Rapport                                                                  |         |                          | Arbitrage : Gareth Greenfield Rawi Anbananthan Arbitre vidéo : Ilanggo Kanabathu | Arbitrage : Gareth Greenfield Rawi Anbananthan Arbitre vidéo : Ilanggo Kanabathu |

| 5e journée         | Indonésie                             | 3 - 2   | Hong Kong          |                                                                           |                                                                           |
| 28 août 2018 10h00 | Prastyo 13e · Aunalal 39e · Ardam 41e | (1 - 1) | 26e Siu · 60e Tsoi | Arbitrage : Hafiz Atif Latif Salim Lucky Arbitre vidéo : Rawi Anbananthan | Arbitrage : Hafiz Atif Latif Salim Lucky Arbitre vidéo : Rawi Anbananthan |
| 28 août 2018 10h00 | Rapport                               |         |                    | Arbitrage : Hafiz Atif Latif Salim Lucky Arbitre vidéo : Rawi Anbananthan | Arbitrage : Hafiz Atif Latif Salim Lucky Arbitre vidéo : Rawi Anbananthan |

|       | Inde | 20 - 0  | Sri Lanka |                                                                                |                                                                                |
| 16h00 | Rupinder 2e, 52e, 53e · Harmanpreet 6e, 22e, 33e · Akashdeep 10e, 11e, 18e, 23e, 33e, 43e · Vivek 32e · Mandeep 36e, 44e, 59e · Amit 38e · Dilpreet 53e · Lalit 58e, 59e | (7 - 0) |           | Arbitrage : Ilanggo Kanabathu Saleh Al Balushi Arbitre vidéo : Federico Garcia | Arbitrage : Ilanggo Kanabathu Saleh Al Balushi Arbitre vidéo : Federico Garcia |
| 16h00 | Rapport |         |           | Arbitrage : Ilanggo Kanabathu Saleh Al Balushi Arbitre vidéo : Federico Garcia | Arbitrage : Ilanggo Kanabathu Saleh Al Balushi Arbitre vidéo : Federico Garcia |

|       | Corée du Sud          | 2 - 3   | Japon                |                                                                             |                                                                             |
| 20h00 | Kim J. 39e · Jang 48e | (0 - 1) | 28e, 46e, 49e Murata | Arbitrage : Rawi Anbananthan Gus Soteriades Arbitre vidéo : Federico Garcia | Arbitrage : Rawi Anbananthan Gus Soteriades Arbitre vidéo : Federico Garcia |
| 20h00 | Rapport               |         |                      | Arbitrage : Rawi Anbananthan Gus Soteriades Arbitre vidéo : Federico Garcia | Arbitrage : Rawi Anbananthan Gus Soteriades Arbitre vidéo : Federico Garcia |

### Poule B
| Rang | Équipe     | J | V | N | P | BP | BC | Diff | Pts | Qualification |
| ---- | ---------- | - | - | - | - | -- | -- | ---- | --- | ------------- |
| 1    | Pakistan   | 5 | 5 | 0 | 0 | 45 | 1  | +44  | 15  | Demi-finales  |
| 2    | Malaisie   | 5 | 4 | 0 | 1 | 41 | 6  | +35  | 12  | Demi-finales  |
| 3    | Bangladesh | 5 | 3 | 0 | 2 | 11 | 15 | -4   | 9   |               |
| 4    | Oman       | 5 | 2 | 0 | 3 | 7  | 19 | -12  | 6   |               |
| 5    | Thaïlande  | 5 | 1 | 0 | 4 | 4  | 27 | -23  | 3   |               |
| 6    | Kazakhstan | 5 | 0 | 0 | 5 | 5  | 45 | -40  | 0   |               |

Source: FIH
En cas d'égalité de points de plusieurs équipes à l'issue des matchs de poule, les critères suivants sont appliqués dans l'ordre indiqué pour établir leur classement:
1. Points,
2. Différence de buts,
3. Buts marqués,
4. Face à face.

| 1re journée        | Pakistan                                                                                    | 10 - 0  | Thaïlande |                                                                            |                                                                            |
| 20 août 2018 12h00 | Toseeq 14e, 49e · Irfan 21e · Atiq 22e, 38e, 42e · Junaid 30e · Mubashar 32e · Abu 41e, 48e | (4 - 0) |           | Arbitrage : Michihiko Watanabe Gus Soteriades Arbitre vidéo : Raghu Prasad | Arbitrage : Michihiko Watanabe Gus Soteriades Arbitre vidéo : Raghu Prasad |
| 20 août 2018 12h00 | Rapport                                                                                     |         |           | Arbitrage : Michihiko Watanabe Gus Soteriades Arbitre vidéo : Raghu Prasad | Arbitrage : Michihiko Watanabe Gus Soteriades Arbitre vidéo : Raghu Prasad |

|       | Bangladesh                    | 2 - 1   | Oman           |                                                                         |                                                                         |
| 16h00 | A. Hossain 14e · A. Islam 28e | (2 - 1) | 23e Al Shaaibi | Arbitrage : Javed Shaikh Federico Garcia Arbitre vidéo : Gus Soteriades | Arbitrage : Javed Shaikh Federico Garcia Arbitre vidéo : Gus Soteriades |
| 16h00 | Rapport                       |         |                | Arbitrage : Javed Shaikh Federico Garcia Arbitre vidéo : Gus Soteriades | Arbitrage : Javed Shaikh Federico Garcia Arbitre vidéo : Gus Soteriades |

|       | Malaisie | 16 - 2  | Kazakhstan                         |                                                                        |                                                                        |
| 18h00 | Faizal 2e, 43e, 53e · Faiz 6e · Razie 8e, 34e, 43e, 48e, 56e · Aiman 9e, 13e · Shahril 20e, 21e · Azuan 23e · Syed 30e · Tengku 38e | (9 - 1) | 14e A. Yelubayev · 55e Abdulabayev | Arbitrage : You Suolong Dayan Dissanayake Arbitre vidéo : Kim Hong Lae | Arbitrage : You Suolong Dayan Dissanayake Arbitre vidéo : Kim Hong Lae |
| 18h00 | Rapport |         |                                    | Arbitrage : You Suolong Dayan Dissanayake Arbitre vidéo : Kim Hong Lae | Arbitrage : You Suolong Dayan Dissanayake Arbitre vidéo : Kim Hong Lae |

| 2e journée         | Bangladesh                                                           | 6 - 1   | Kazakhstan    |                                                                               |                                                                               |
| 22 août 2018 10h00 | Rabby 11e · Mahmud 14e · M. Islam 19e · Rahman 32e, 48e · Chayan 60e | (3 - 0) | 52e Tashkeyev | Arbitrage : Raghu Prasad Michihiko Watanabe Arbitre vidéo : Gareth Greenfield | Arbitrage : Raghu Prasad Michihiko Watanabe Arbitre vidéo : Gareth Greenfield |
| 22 août 2018 10h00 | Rapport                                                              |         |               | Arbitrage : Raghu Prasad Michihiko Watanabe Arbitre vidéo : Gareth Greenfield | Arbitrage : Raghu Prasad Michihiko Watanabe Arbitre vidéo : Gareth Greenfield |

|       | Malaisie | 10 - 0  | Thaïlande |                                                                            |                                                                            |
| 16h00 | Azuan 6e · Faizal 19e · Firhan 19e · Razie 21e · Azri 27e · Shahril 28e, 40e · Amirol 37e · Tengku 44e · Fitri 57e | (6 - 0) |           | Arbitrage : Kim Hong Lae Dayan Dissanayake Arbitre vidéo : Federico Garcia | Arbitrage : Kim Hong Lae Dayan Dissanayake Arbitre vidéo : Federico Garcia |
| 16h00 | Rapport |         |           | Arbitrage : Kim Hong Lae Dayan Dissanayake Arbitre vidéo : Federico Garcia | Arbitrage : Kim Hong Lae Dayan Dissanayake Arbitre vidéo : Federico Garcia |

|       | Pakistan                                                                             | 10 - 0  | Oman |                                                                            |                                                                            |
| 20h00 | Umar 2e · Ajaz 15e · Irfan 34e, 59e · Ali 37e, 44e, 55e · Dilber 40e, 49e · Atiq 41e | (2 - 0) |      | Arbitrage : Javed Shaikh Gareth Greenfield Arbitre vidéo : Federico Garcia | Arbitrage : Javed Shaikh Gareth Greenfield Arbitre vidéo : Federico Garcia |
| 20h00 | Rapport                                                                              |         |      | Arbitrage : Javed Shaikh Gareth Greenfield Arbitre vidéo : Federico Garcia | Arbitrage : Javed Shaikh Gareth Greenfield Arbitre vidéo : Federico Garcia |

| 3e journée         | Oman                         | 2 - 0   | Thaïlande |                                                                        |                                                                        |
| 24 août 2018 10h00 | Al Shaaibi 6e · Al Qasmi 55e | (1 - 0) |           | Arbitrage : Kim Hong Lae You Suolong Arbitre vidéo : Gareth Greenfield | Arbitrage : Kim Hong Lae You Suolong Arbitre vidéo : Gareth Greenfield |
| 24 août 2018 10h00 | Rapport                      |         |           | Arbitrage : Kim Hong Lae You Suolong Arbitre vidéo : Gareth Greenfield | Arbitrage : Kim Hong Lae You Suolong Arbitre vidéo : Gareth Greenfield |

|       | Malaisie                                                                     | 7 - 0   | Bangladesh |                                                                      |                                                                      |
| 12h00 | Razie 18e, 22e · Amirol 28e · Faizal 31e · Joel 38e · Nabil 44e · Firhan 60e | (3 - 0) |            | Arbitrage : Raghu Prasad Gus Soteriades Arbitre vidéo : Javed Shaikh | Arbitrage : Raghu Prasad Gus Soteriades Arbitre vidéo : Javed Shaikh |
| 12h00 | Rapport                                                                      |         |            | Arbitrage : Raghu Prasad Gus Soteriades Arbitre vidéo : Javed Shaikh | Arbitrage : Raghu Prasad Gus Soteriades Arbitre vidéo : Javed Shaikh |

|       | Pakistan | 16 - 0  | Kazakhstan |                                                                               |                                                                               |
| 16h00 | Toseeq 2e, 34e, 47e, 60e · Dilber 7e · Ali 13e, 38e · Umar 15e, 58e · Abu 29e, 30e, 38e · Rizwan 51e, 55e · Atiq 59e · Mubashar 60e | (6 - 0) |            | Arbitrage : Michihiko Watanabe Dayan Dissanayake Arbitre vidéo : Javed Shaikh | Arbitrage : Michihiko Watanabe Dayan Dissanayake Arbitre vidéo : Javed Shaikh |
| 16h00 | Rapport |         |            | Arbitrage : Michihiko Watanabe Dayan Dissanayake Arbitre vidéo : Javed Shaikh | Arbitrage : Michihiko Watanabe Dayan Dissanayake Arbitre vidéo : Javed Shaikh |

| 4e journée         | Oman                                                          | 4 - 0   | Kazakhstan |                                                                         |                                                                         |
| 26 août 2018 14h00 | Al Qasmi 14e · Al Shibli 30e · Al Shaaibi 49e · Al Hasani 52e | (2 - 0) |            | Arbitrage : Raghu Prasad Kim Hong Lae Arbitre vidéo : Gareth Greenfield | Arbitrage : Raghu Prasad Kim Hong Lae Arbitre vidéo : Gareth Greenfield |
| 26 août 2018 14h00 | Rapport                                                       |         |            | Arbitrage : Raghu Prasad Kim Hong Lae Arbitre vidéo : Gareth Greenfield | Arbitrage : Raghu Prasad Kim Hong Lae Arbitre vidéo : Gareth Greenfield |

|       | Bangladesh                         | 3 - 1   | Thaïlande   |                                                                          |                                                                          |
| 16h00 | A. Islam 35e, 41e · M. Hossain 55e | (0 - 0) | 47e Harapan | Arbitrage : Javed Shaikh Michihiko Watanabe Arbitre vidéo : Raghu Prasad | Arbitrage : Javed Shaikh Michihiko Watanabe Arbitre vidéo : Raghu Prasad |
| 16h00 | Rapport                            |         |             | Arbitrage : Javed Shaikh Michihiko Watanabe Arbitre vidéo : Raghu Prasad | Arbitrage : Javed Shaikh Michihiko Watanabe Arbitre vidéo : Raghu Prasad |

|       | Malaisie | 1 - 4   | Pakistan                                |                                                                         |                                                                         |
| 20h00 | Faiz 11e | (1 - 1) | 6e Irfan · 38e, 48e Ajaz · 43e Mubashar | Arbitrage : Gus Soteriades Federico Garcia Arbitre vidéo : Javed Shaikh | Arbitrage : Gus Soteriades Federico Garcia Arbitre vidéo : Javed Shaikh |
| 20h00 | Rapport  |         |                                         | Arbitrage : Gus Soteriades Federico Garcia Arbitre vidéo : Javed Shaikh | Arbitrage : Gus Soteriades Federico Garcia Arbitre vidéo : Javed Shaikh |

| 5e journée         | Thaïlande                                 | 3 - 2   | Kazakhstan                         |                                                                             |                                                                             |
| 28 août 2018 12h00 | Harapan 4e · Boon-Art 18e · Samoechai 22e | (3 - 1) | 29e A. Yelubayev · 52e Zhokenbayev | Arbitrage : You Suolong Dayan Dissanayake Arbitre vidéo : Gareth Greenfield | Arbitrage : You Suolong Dayan Dissanayake Arbitre vidéo : Gareth Greenfield |
| 28 août 2018 12h00 | Rapport                                   |         |                                    | Arbitrage : You Suolong Dayan Dissanayake Arbitre vidéo : Gareth Greenfield | Arbitrage : You Suolong Dayan Dissanayake Arbitre vidéo : Gareth Greenfield |

|       | Malaisie                                                               | 7 - 0   | Oman |                                                                            |                                                                            |
| 14h00 | Razie 28e · Tengku 32e, 45e · Faizal 34e, 48e · Firhan 37e · Aiman 42e | (1 - 0) |      | Arbitrage : Raghu Prasad Michihiko Watanabe Arbitre vidéo : Gus Soteriades | Arbitrage : Raghu Prasad Michihiko Watanabe Arbitre vidéo : Gus Soteriades |
| 14h00 | Rapport                                                                |         |      | Arbitrage : Raghu Prasad Michihiko Watanabe Arbitre vidéo : Gus Soteriades | Arbitrage : Raghu Prasad Michihiko Watanabe Arbitre vidéo : Gus Soteriades |

|       | Pakistan                                  | 5 - 0   | Bangladesh |                                                                         |                                                                         |
| 18h00 | Atiq 2e, 48e · Mubashar 9e, 25e · Ali 36e | (3 - 0) |            | Arbitrage : Javed Shaikh Gareth Greenfield Arbitre vidéo : Raghu Prasad | Arbitrage : Javed Shaikh Gareth Greenfield Arbitre vidéo : Raghu Prasad |
| 18h00 | Rapport                                   |         |            | Arbitrage : Javed Shaikh Gareth Greenfield Arbitre vidéo : Raghu Prasad | Arbitrage : Javed Shaikh Gareth Greenfield Arbitre vidéo : Raghu Prasad |

## Phase de classement

### Onzième et douzième place
| 1er septembre 2018 | Hong Kong                         | 2 - 2             | Kazakhstan                                                      |                                                                                |                                                                                |
| 12h30              | Iu 12e · Tso 55e                  | (1 - 1)           | 21e, 34e Tashkeyev                                              | Arbitrage : Hafiz Atif Latif Michihiko Watanabe Arbitre vidéo : Gus Soteriades | Arbitrage : Hafiz Atif Latif Michihiko Watanabe Arbitre vidéo : Gus Soteriades |
| 12h30              | Rapport                           |                   |                                                                 | Arbitrage : Hafiz Atif Latif Michihiko Watanabe Arbitre vidéo : Gus Soteriades | Arbitrage : Hafiz Atif Latif Michihiko Watanabe Arbitre vidéo : Gus Soteriades |
| 12h30              | Chuen · Iu · Chan · Monthong · Ho | Tirs au but 2 - 3 | A. Yelubayev · Mukhamadiyev · Dyussebekov · Tashkeyev · Urmanov | Arbitrage : Hafiz Atif Latif Michihiko Watanabe Arbitre vidéo : Gus Soteriades | Arbitrage : Hafiz Atif Latif Michihiko Watanabe Arbitre vidéo : Gus Soteriades |

### Neuvième et dixième place
| 30 août 2018 | Indonésie   | 1 - 2   | Thaïlande                      |                                                                        |                                                                        |
| 12h30        | Prastyo 18e | (1 - 2) | 23e Kampanthong · 28e Boon-Art | Arbitrage : Raghu Prasad Salim Lucky Arbitre vidéo : Gareth Greenfield | Arbitrage : Raghu Prasad Salim Lucky Arbitre vidéo : Gareth Greenfield |
| 12h30        | Rapport     |         |                                | Arbitrage : Raghu Prasad Salim Lucky Arbitre vidéo : Gareth Greenfield | Arbitrage : Raghu Prasad Salim Lucky Arbitre vidéo : Gareth Greenfield |

### Septième et huitième place
| 30 août 2018 | Oman                                                                  | 5 - 2   | Sri Lanka                       |                                                                                   |                                                                                   |
| 15h00        | Al Hasani 5e · Al Fazari 23e, 40e · Al Shibli 29e · Bait Shamaiaa 44e | (3 - 1) | 14e Sudusinghe · 55e Rathnayake | Arbitrage : Gus Soteriades Narongtuch Subboonsong Arbitre vidéo : Federico Garcia | Arbitrage : Gus Soteriades Narongtuch Subboonsong Arbitre vidéo : Federico Garcia |
| 15h00        | Rapport                                                               |         |                                 | Arbitrage : Gus Soteriades Narongtuch Subboonsong Arbitre vidéo : Federico Garcia | Arbitrage : Gus Soteriades Narongtuch Subboonsong Arbitre vidéo : Federico Garcia |

### Cinquième et sixième place
| 1er septembre 2018 | Corée du Sud                                                             | 7 - 0   | Bangladesh |                                                                          |                                                                          |
| 15h00              | Kim J. 10e · Seo 15e · Jeong 26e · Jang 27e, 44e · Jung 33e · Lee J. 57e | (4 - 0) |            | Arbitrage : Rawi Anbananthan You Suolong Arbitre vidéo : Federico Garcia | Arbitrage : Rawi Anbananthan You Suolong Arbitre vidéo : Federico Garcia |
| 15h00              | Rapport                                                                  |         |            | Arbitrage : Rawi Anbananthan You Suolong Arbitre vidéo : Federico Garcia | Arbitrage : Rawi Anbananthan You Suolong Arbitre vidéo : Federico Garcia |

## Phase finale
|  | Demi-finales | Demi-finales |                        |       | Finale | Finale |
|  | Demi-finales | Demi-finales |                        |       | Finale | Finale |
|  |              |              |                        |       |        |        |
|  |              |              |                        |       |        |        |
|  |              |              |                        |       |        |        |
|  | Inde         | 2 (6)        |                        |       |        |        |
|  | Inde         | 2 (6)        |                        |       |        |        |
|  | Malaisie     | 2 (7)        |                        |       |        |        |
|  | Malaisie     | 2 (7)        | Malaisie               | 6 (1) |        |        |
|  |              |              | Malaisie               | 6 (1) |        |        |
|  |              | Japon        | 6 (3)                  |       |        |        |
|  | Pakistan     | Japon        | 6 (3)                  | 0     |        |        |
|  | Pakistan     |              |                        | 0     |        |        |
|  | Japon        | 1            |                        |       |        |        |
|  | Japon        | 1            | Match pour la 3e place |       |        |        |
|  |              |              |                        |       |        |        |
|  |              |              |                        |       |        |        |
|  |              |              |                        |       |        |        |
|  | Inde         | 2            |                        |       |        |        |
|  | Inde         | 2            |                        |       |        |        |
|  | Pakistan     | 1            |                        |       |        |        |
|  | Pakistan     | 1            |                        |       |        |        |

### Demi-finales
| 30 août 2018 | Inde | 2 - 2             | Malaisie                                                                                   |                                                                           |                                                                           |
| 17h30        | Harmanpreet 33e · Varun 40e                                                                                          | (0 - 0)           | 39e Faizal · 59e Razie                                                                     | Arbitrage : Gareth Greenfield Kim Hong Lae Arbitre vidéo : Gus Soteriades | Arbitrage : Gareth Greenfield Kim Hong Lae Arbitre vidéo : Gus Soteriades |
| 17h30        | Rapport |                   |                                                                                            | Arbitrage : Gareth Greenfield Kim Hong Lae Arbitre vidéo : Gus Soteriades | Arbitrage : Gareth Greenfield Kim Hong Lae Arbitre vidéo : Gus Soteriades |
| 17h30        | Manpreet · Akashdeep · Dilpreet · Sunil · Harmanpreet · ---- · Harmanpreet · Akashdeep · Manpreet · Dilpreet · Sunil | Tirs au but 6 - 7 | Firhan · Tengku · Faizal · Azuan · Fitri · ---- · Firhan · Fitri · Azuan · Faizal · Tengku | Arbitrage : Gareth Greenfield Kim Hong Lae Arbitre vidéo : Gus Soteriades | Arbitrage : Gareth Greenfield Kim Hong Lae Arbitre vidéo : Gus Soteriades |

|       | Pakistan | 0 - 1   | Japon      |                                                                       |                                                                       |
| 20h00 |          | (0 - 1) | 18e Yamada | Arbitrage : Javed Shaikh Federico Garcia Arbitre vidéo : Raghu Prasad | Arbitrage : Javed Shaikh Federico Garcia Arbitre vidéo : Raghu Prasad |
| 20h00 | Rapport  |         |            | Arbitrage : Javed Shaikh Federico Garcia Arbitre vidéo : Raghu Prasad | Arbitrage : Javed Shaikh Federico Garcia Arbitre vidéo : Raghu Prasad |

### Troisième et quatrième place
| 1er septembre 2018 | Inde                           | 2 - 1   | Pakistan |                                                                                |                                                                                |
| 17h30              | Akashdeep 3e · Harmanpreet 50e | (1 - 0) | 52e Atiq | Arbitrage : Gareth Greenfield Ilanggo Kanabathu Arbitre vidéo : Gus Soteriades | Arbitrage : Gareth Greenfield Ilanggo Kanabathu Arbitre vidéo : Gus Soteriades |
| 17h30              | Rapport                        |         |          | Arbitrage : Gareth Greenfield Ilanggo Kanabathu Arbitre vidéo : Gus Soteriades | Arbitrage : Gareth Greenfield Ilanggo Kanabathu Arbitre vidéo : Gus Soteriades |

### Finale
| 1er septembre 2018 | Malaisie                                                  | 6 - 6             | Japon                                                                       |                                                                       |                                                                       |
| 20h00              | Razie 4e · Tengku 11e, 12e, 59e · Faizal 17e · Amirol 50e | (4 - 2)           | 9e S. Tanaka · 23e, 53e Ke. Tanaka · 52e Fukuda · 58e Yamasaki · 60e Ochiai | Arbitrage : Javed Shaikh Kim Hong Lae Arbitre vidéo : Federico Garcia | Arbitrage : Javed Shaikh Kim Hong Lae Arbitre vidéo : Federico Garcia |
| 20h00              | Rapport                                                   |                   |                                                                             | Arbitrage : Javed Shaikh Kim Hong Lae Arbitre vidéo : Federico Garcia | Arbitrage : Javed Shaikh Kim Hong Lae Arbitre vidéo : Federico Garcia |
| 20h00              | Firhan · Faizal · Azuan · Tengku                          | Tirs au but 1 - 3 | Yamasaki · Ke. Tanaka · S. Tanaka · Ochiai · Murata                         | Arbitrage : Javed Shaikh Kim Hong Lae Arbitre vidéo : Federico Garcia | Arbitrage : Javed Shaikh Kim Hong Lae Arbitre vidéo : Federico Garcia |

## Statistiques

### Classement final
| Rang | Équipe       | Pts | J | V | N | P | BP | BC | Diff |
| ---- | ------------ | --- | - | - | - | - | -- | -- | ---- |
| 1    | Japon        | 16  | 7 | 5 | 1 | 1 | 37 | 17 | +20  |
| 2    | Malaisie     | 14  | 7 | 4 | 2 | 1 | 49 | 14 | +35  |
| 3    | Inde         | 19  | 7 | 6 | 1 | 0 | 80 | 6  | +74  |
| 4    | Pakistan     | 15  | 7 | 5 | 0 | 2 | 46 | 4  | +42  |
| 5    | Corée du Sud | 12  | 6 | 4 | 0 | 2 | 46 | 8  | +38  |
| 6    | Bangladesh   | 9   | 6 | 3 | 0 | 3 | 11 | 22 | -11  |
| 7    | Oman         | 9   | 6 | 3 | 0 | 3 | 12 | 21 | -9   |
| 8    | Sri Lanka    | 5   | 6 | 2 | 0 | 4 | 9  | 46 | -37  |
| 9    | Thaïlande    | 6   | 6 | 2 | 0 | 4 | 6  | 28 | -22  |
| 10   | Indonésie    | 3   | 6 | 1 | 0 | 5 | 6  | 42 | -36  |
| 11   | Kazakhstan   | 1   | 6 | 0 | 1 | 5 | 7  | 47 | -40  |
| 12   | Hong Kong    | 1   | 6 | 0 | 1 | 5 | 5  | 59 | -54  |

 Qualifié pour les Jeux olympiques en tant que pays hôte.

### Buteurs
314 buts ont été inscrits en 38 rencontres soit une moyenne de 8.26 buts par match.